# Hoppenerhaus

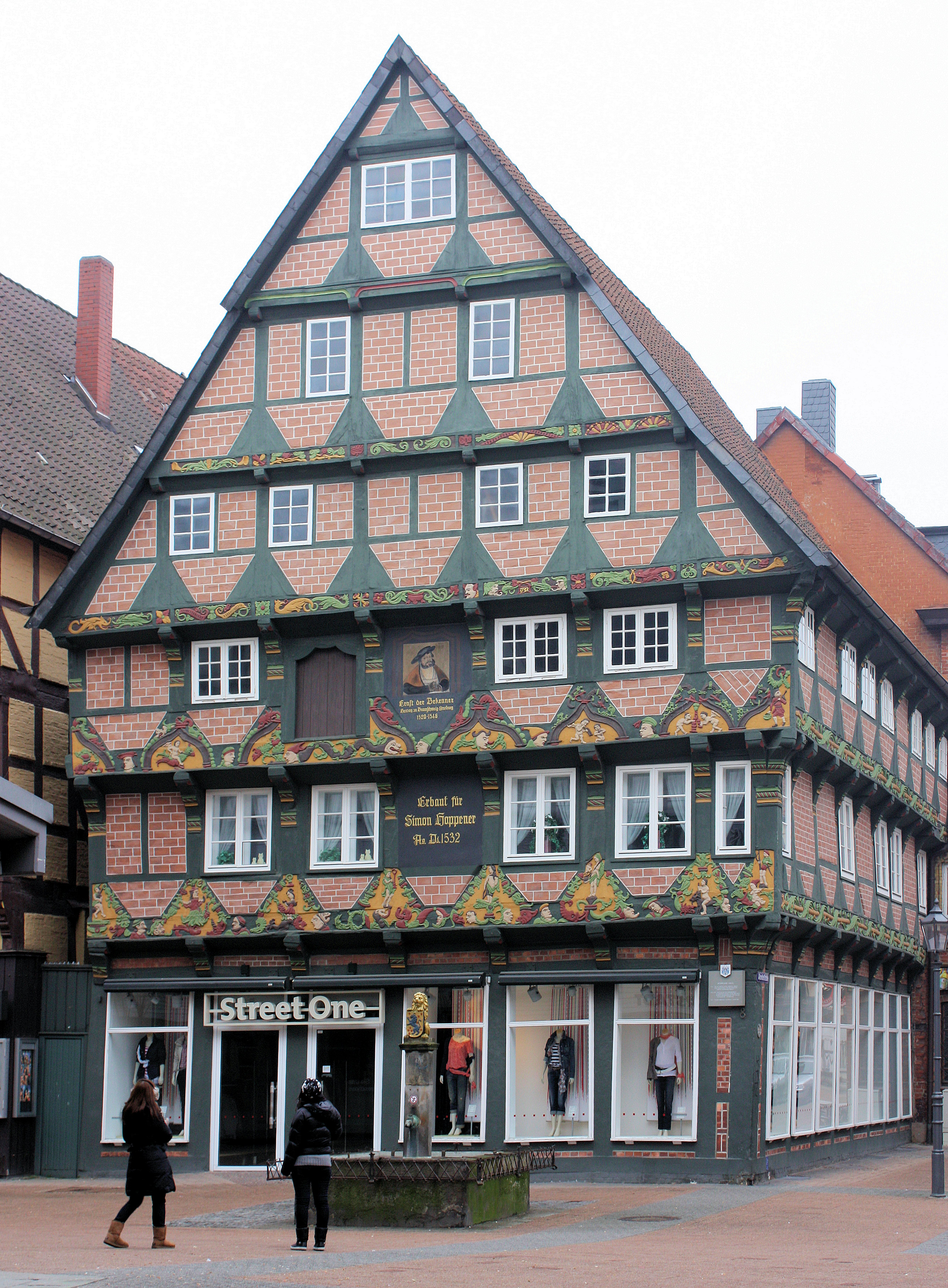
Das 1532 für Simon Hoppener erbaute Hoppenerhaus

Das Hoppenerhaus in Celle, Poststraße 8 Ecke Rundestraße gilt als das prächtigste Fachwerkhaus in der Celler Altstadt.

## Geschichte und Beschreibung

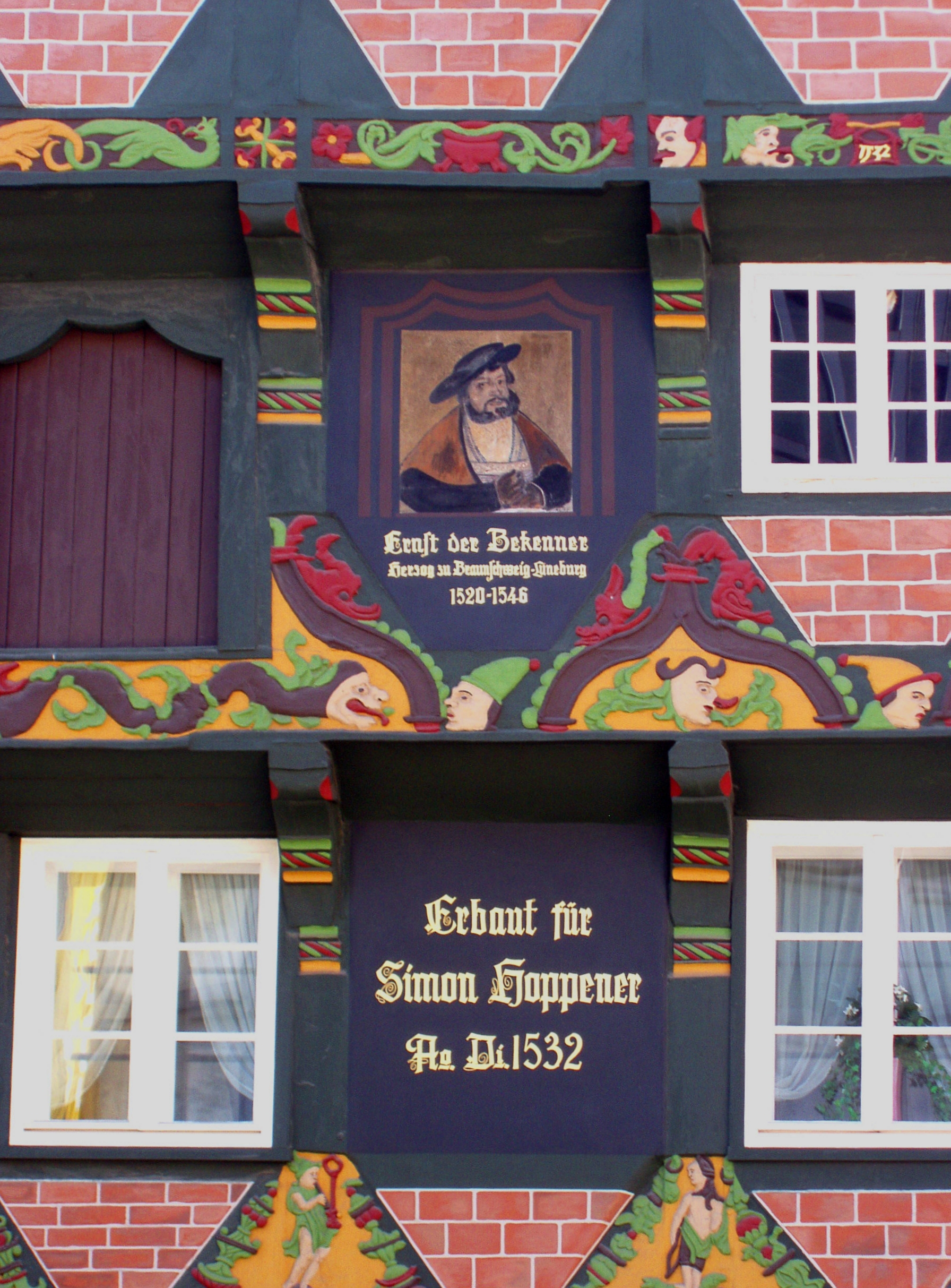
Farbig bemalte Holzschnitzereien und das Brustbild von Herzog Ernst dem Bekenner

Dem Bau ging die Celler Stadterweiterung voraus, für die der Landesherr des Herzogtums Braunschweig-Lüneburg, Herzog Ernst der Bekenner, im Jahr 1530 „fürstlichen Grund […] zur Verfügung“ stellte, auf dem unter anderem das Hoppenerhaus errichtet wurde. Für die häufig geäußerte Darstellung, der Fürst selbst hätte die Errichtung des Hauses in Auftrag gegeben, fanden sich (bis Ende der 1980er Jahre) keine gesicherten Belege.
Namensgeber des 1532 „im Auftrag“ des Herzogs errichteten Gebäudes war der Celler Amtsschreiber und Rentmeister Simon Hoppener. Mutmaßlicher Holzbildhauer war der Meister Simon Stappen. Das 400 Jahre alte Fachwerkhaus brannte am 11. Oktober 1932 und verlor sein altes Dach; nur „mit äußerster Anstrengung [gelang es], die mit Schnitzwerk versehenen Fronten vor Einwirkungen des Feuers zu schützen“. Wie das Innere des Gebäudes gestaltet war, zeigen erhaltene (Grundriss-)Zeichnungen des Zustandes um 1910.
Die nach Osten zur Poststraße ausgerichtete dreigeschossige Fassade kragt zusammen mit dem Giebel 6-fach vor, wobei die oberen Dachgeschosse nach einem Brand von 1932 vereinfacht erneuert wurden. Während die Schwellen der Seitenfassade zur Runde Straße einen spätgotischen Laubstabfries zeigen, sind die Schwellen und Fußwinkelhölzer der beiden Giebelseiten-Obergeschosse mit derben Reliefschnitzereien geschmückt. Sie zeigen neben Persönlichkeiten und Brustbildern wohl unterschiedlicher Stände unter anderem durch Planeten symbolisierte Götter, „diabolische und närrische Gestalten, Fabelwesen, Fratzen und Reptilien.“ Kunstgeschichtlich lassen sich die Schnitzereien der Giebelfassade mit dem etwa zur gleichen Zeit mit verwandten Bildern ausgestalteten Honneborstelschen Haus in Braunschweig und mit dem Brusttuch in Goslar vergleichen.
Das neben der Aufzugsluke auf einem Gefach in einer gemalten Kartusche dargestellte Brustbild von Herzog Ernst dem Bekenner ist eine Ergänzung aus der Zeit nach 1901.

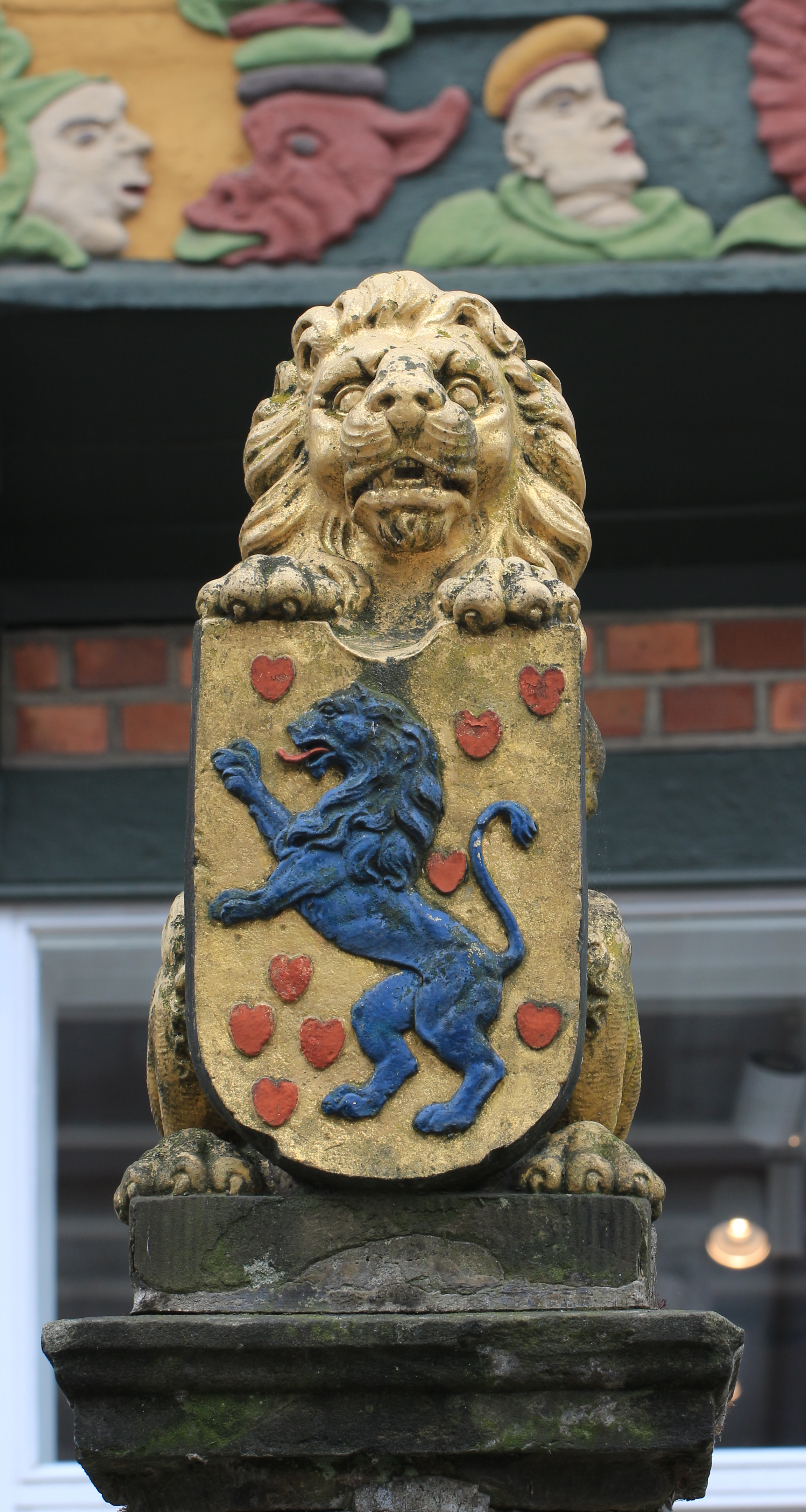
Detail des „Pipenpostens“ mit dem Wappenlöwen

Vor dem Hoppenerhaus steht einer der drei historischen Celler Brauchwasser-Brunnen, ein „Pipenposten“ mit dem Wappenlöwen.